# PJ Black
Paul Lloyd, Jr. (3 de marzo de 1981) es un luchador profesional sudafricano conocido por su trabajo en la WWE, donde se le conocía como Justin Gabriel. Recurrentemente pelea en el ring bajo el nombre de PJ Black.
Dentro de sus logros destaca un reinado como Campeón Peso Pesado de Florida de la FCW, un Campeonato en Parejas de Florida de la FCW, tres Campeonatos en Parejas de la WWE (siendo el primer y único luchador sudafricano en ganar un título en WWE), un Campeonato Rey de la Montaña de TNA y una vez e inaugural Campeón Nex Gen de la GFW.

## Carrera

### Frontier Wrestling Alliance and United Kingdom (2000-2005)
Paul Lloyd, Jr. pasó cinco años en el Reino Unido, en 2003 hizo su debut en FWA.

### World Wrestling Professionals (2006-2008)
En 2006 volvió a Sudáfrica y luchó para la World Wrestling Professionals, donde en 2007 consiguió ser el primer WWP Cruiserweight World Champion.

### World Wrestling Entertainment / WWE (2008-2015)

#### Territorio de desarrollo (2009)
Lloyd firmó un contrato por tres años en el territorio de desarrollo de la World Wrestling Entertainment, la Florida Championship Wrestling. Lloyd debutó en 2009 bajo el nombre de Justin Angel.
El 23 de julio de 2009 Justin Angel & Kris Logan vencieron a Trent Barretta & Caylen Croft para ganar el Campeonato en Parejas de Florida de la FCW, pero perdieron esa misma noche contra The Rotundos. El 24 de septiembre derrotó a Heath Slater, ganando el Campeonato de Florida Peso Pesado de la FCW. El 18 de marzo perdió el Campeonato de Florida Peso Pesado de la FCW ante Alex Riley lucha en la que también participaba Wade Barrett.

#### 2010

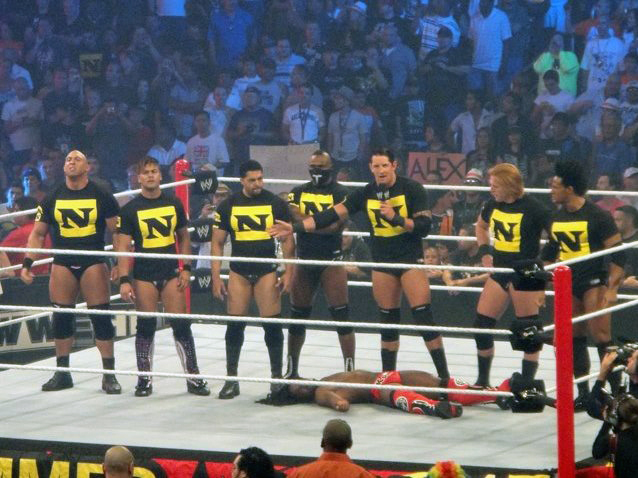
Gabriel como miembro de The Nexus en SummerSlam.

El 23 de febrero se anunció que Lloyd competiría en NXT bajo el nombre de Justin Gabriel, con Matt Hardy como su mentor. Debutó como face, el 2 de marzo en una lucha en parejas junto a Jeff Hardy contra William Regal & Skip Sheffield ganando Matt & Justin la pelea. El 8 de marzo empató contraWade Barrett y el 16 de marzo él & Matt Hardy fueron derrotados por CM Punk & Darren Young siendo esta la primera derrota de Gabriel. El 30 de marzo en la primera ronda de eliminación, Gabriel obtuvo el 3.er lugar después de Daniel Bryan y Wade Barrett. El 1 de junio de 2010 en NXT quedó en tercer lugar, siendo Wade Barrett el ganador. El 7 de junio de 2010 en Raw, Gabriel y los demás Nexus atacaron a John Cena, CM Punk y varios empleados y destrozaron equipos de alrededor del ring. Con esto, Gabriel cambió a Heel. La semana siguiente en RAW, Nexus (excepto Daniel Bryan que había sido despedido) atacaron al RAW General Mánager Bret Hart, luego que se negara a darle contratos. En Fatal 4-Way, interfirieron en la Fatal 4 Way Match por el Campeonato de la WWE entre John Cena, Sheamus, Randy Orton y Edge, costándole a Cena el Título. La siguiente semana en RAW, Vince McMahon despidió a Hart y anunció a un nuevo General Mánager (el cual era anónimo) y este contrató a Nexus, pero también atacaron a McMahon. El 12 de julio en RAW, The Nexus (sin Darren Young) compitió en su primer combate en un Six-on-One Handicap Match frente a Cena, ganando el combate cuando Gabriel cubrió a Cena. The Nexus continuó un feudo con Cena, costándole su combate Steel Cage Match en Money in the Bank frente a Sheamus por el Campeonato de la WWE. Debido a esto, en SummerSlam, The Nexus (Barrett, Gabriel, Slater, Otunga, Skip Sheffield, Michael Tarver & Darren Young) fue derrotado por el Team WWE (John Cena, Daniel Bryan, Chris Jericho, Edge, Bret Hart, R-Truth & John Morrison), siendo Gabriel el penúltimo eliminado de su equipo por Cena. La noche siguiente en RAW, eligió para enfrentarse al miembro del Team WWE Bret Hart, sin embargo, su oponente fue cambiado por Randy Orton por el RAW General Mánager. Sin embargo, derrotó a Orton, manteniéndose dentro del grupo. En Bragging Rights, Gabriel y sus compañeros de Nexus intervinieron en el Buried Alive Match entre Undertaker y Kane por el Campeonato Mundial Peso Pesado, ayudando a Kane a ganar. Al día siguiente en la edición del 25 de octubre del 2010 en RAW ganó los campeonatos en pareja de la WWE junto con Heath Slater al derrotar a sus compañeros de The Nexus, David Otunga & John Cena (quién fue forzado a unirse tras perder con Barrett en Hell in a Cell) al perder Otunga a propósito por órdenes de Barrett. En Survivor Series retuvo junto a Heath Slater los Campeonatos en Parejas de la WWE frente a Santino Marella & Vladimir Kozlov. Sin embargo, el 6 de diciembre en RAW los perdieron ante los mismos en una lucha en la que también participaron The Usos y Mark Henry & Yoshi Tatsu. En TLC: Tables, Ladders & Chairs intentaron recuperar el título pero fueron derrotados por descalificación por la interferencia de Michael McGillicutty. Luego del combate, atacaron a Marella y a Kozlov con ayuda de Wade Barrett. Dos semanas después en RAW junto a los restantes miembros de The Nexus atacaron a Cena y proclamaron a CM Punk como nuevo líder.

#### 2011

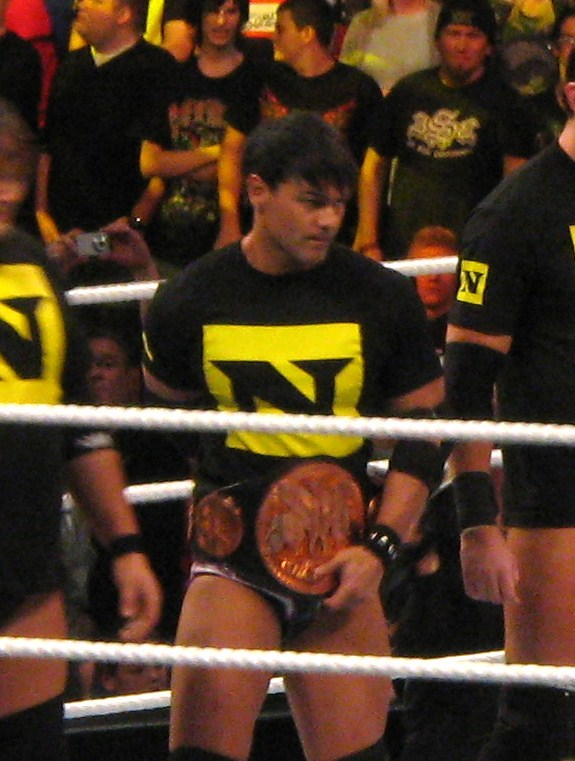
Lloyd como Campeón en Parejas de la WWE.

Después de que CM Punk obtuviera el liderazgo de The Nexus, obligó a sus miembros a someterse a rituales de iniciación. Mientras que Michael McGillicutty, Husky Harris y David Otunga pasaron las pruebas, Justin Gabriel y Heath Slater se negaron a tomar sus pruebas (ambos tenían que enfrentarse en una lucha de espadas), por lo que salieron del Stable. En el SmackDown siguiente se unió junto con Slater a Wade Barrett atacando a Big Show, también les ayudó Ezekiel Jackson formando un nuevo grupo llamado, The Corre, situándose en SmackDown y teniendo un feudo con Show. Participó en el Royal Rumble, pero no logró ganar siendo eliminado por Daniel Bryan. Luego el 18 de febrero en SmackDown volvió a luchar junto a Heath Slater por los Campeonatos en Parejas de la WWE contra Santino Marella & Vladimir Kozlov, pero perdieron por descalificación cuando Barrett intervino para atacar a Marella. En Elimination Chamber volvieron a tener otra lucha por los campeonatos, donde derrotaron a Vladimir Kozlov & Santino Marella ganando los títulos. La noche siguiente en RAW perdieron los campeonatos ante John Cena & The Miz, pero los recuperaron esa misma noche tras vencer a Cena & Miz. El 4 de marzo en SmackDown retuvieron sus Títulos frente a Santino Marella & Vladimir Kozlov. Durante esas semanas, The Corre comenzó un feudo con Big Show & Kane y al mismo tiempo con Santino Marella & Vladimir Kozlov. El 19 de marzo en SmackDown, Gabriel & Slater enfrentaron a Big Show & Kane con los Campeonatos en juego, pero perdieron por descalificación, lo que les mantuvo como Campeones. El 3 de abril de 2011 en WrestleMania XXVII, junto a sus compañeros de The Corre participó en un Tag Team Match frente a Kane, Big Show, Santino Marella & Kofi Kingston, lucha que perdieron. El 8 de abril en SmackDown!, The Corre volvió a ser derrotado por Show, Kane, Kingston & Marella en un 2-out of-3 Falls Match. El 19 de abril de 2011 en las grabaciones de SmackDown en Londres (emitidas el 22 de abril) junto a Heath Slater perdieron los Campeonato en Parejas de la WWE en un combate ante Kane & Big Show. El 29 de abril en SmackDown, Gabriel & Slater recibieron la revancha por los Títulos frente a Show & Kane, pero fueron derrotados. Debido a que Gabriel & Slater no podían derrotar a los Campeones en Pareja de la WWE Big Show & Kane, sus compañeros Wade Barrett & Ezekiel Jackson lo intentaron en Extreme Rules en un Tag Team Lumberjack Match donde Gabriel y Slater fueron leñadores, pero sus compañeros fueron derrotados. Debido a sus derrotas, el 6 de mayo The Corre atacó a Jackson, expulsándole del grupo. El 22 de mayo en Over the Limit, Gabriel & Slater acudieron en ayuda de Barrett atacando a Ezekiel Jackson, permitiéndole mantener el Campeonato Intercontinental al perder por descalificación. Sin embargo el 10 de junio en SmackDown, Gabriel y Slater le dijeron a Wade Barrett que The Corre había terminado luego de que este les hubiera abandonado durante una pelea en equipos contra The Usos & Ezekiel Jackson la cual perdieron. En el Dark Match de Capitol Punishment, Gabriel & Slater fueron derrotados por Santino Marella & Vladimir Kozlov. Durante las siguientes semanas, Gabriel & Slater continuaron formando equipo, comenzando un feudo con The Usos. The Usos les derrotaron el 17 de junio en SmackDown, pero Gabriel & Slater les lograron vencer la siguiente semana. El feudo terminó el 8 de julio en SmackDown, con derrota para Gabriel & Slater.
El 12 de julio (transmitido el 15 de julio) en SmackDown cambió a Face tras un enfrentamiento entre Gabriel y Heath Slater, separándose y enfrentándose en un combate, ganando Gabriel. En Money in the Bank, participó en el SmackDown Money in the Bank Ladder Match, pero no logró ganar, siendo Daniel Bryan el ganador. En la edición de SmackDown del 19 de agosto (grabada el 16 de agosto), Gabriel participó en un 20-Man Battle Royal Match para ser el contendiente 1# al Campeonato Mundial Peso Pesado de la WWE, pero no logró ganar. En septiembre tuvo un corto feudo con su exlíder de Nexus Barrett. El 16 de septiembre en SmackDown, Gabriel & Sheamus derrotaron a Christian & Barrett. Sin embargo la siguiente semana, Barrett le derrotó. El 26 de septiembre en RAW SuperShow, Gabriel participó de una Battle Royal por el Campeonato Intercontinental de Cody Rhodes, pero no logró ganar. Luego, empezó a luchar en Superstars, enfrentándose a luchadores como Tyson Kidd, Heath Slater o Jinder Mahal, apareciendo esporádicamente en SmackDown. El 14 de octubre en SmackDown, Gabriel formó parte de una 41 Man Battle Royal por una oportunidad al Campeonato de la WWE o al Campeonato Mundial Peso Pesado, pero fue eliminado. El 29 de noviembre, durante el especial de Navidad de SmackDown, participó de un Battle Royal, pero fue eliminado por Jinder Mahal.

#### 2012-2015
Durante enero de 2012 comenzaría un corto feudo con Cody Rhodes en torno al Campeonato Intercontinental, luego de salvar a Hornswoggle de él y de Heath Slater, comenzando una alianza con Hornswoggle. Gabriel derrotó a Slater el 13 de enero en SmackDown, pero perdió todos sus combates con Rhodes. Participó en el Royal Rumble, pero no logró ganar tras ser eliminado por Mick Foley y Ricardo Rodríguez. En Elimination Chamber fue derrotado por Jack Swagger en un combate por el Campeonato de los Estados Unidos. Luego de esto, Gabriel comenzó a formar equipo con Tyson Kidd, luego de derrotarlo el 29 de marzo en Superstars y le ofreciera formar equipo para luchar por los Campeonatos en Parejas. Kidd & Gabriel lucharon en el Dark Match de WrestleMania XXVIII por los Campeonatos en Parejas de la WWE contra The Usos y los Campeones Épico & Primo, pero estos últimos retuvieron los Títulos. Durante ese combate sufrió una lesión en el codo que le mantuvo alejado del ring por varias semanas. Luego de casi 2 meses, Gabriel regresó de su lesión el 30 de mayo en NXT, ganando junto a Derrick Bateman & Percy Watson al equipo de JTG, Johnny Curtis & Michael McGillicutty. Gabriel volvió a formar equipo con Tyson Kidd el 6 de junio en NXT, derrotando a Johnny Curtis & Heath Slater. En No Way Out hizo equipo nuevamente con Tyson Kidd luchando en un Fatal 4 Way Tag Team Match contra The Usos, Épico & Primo y The Prime Time Players (Titus O'Neil y Darren Young), ganando estos últimos la oportunidad de retar a los Campeones en Parejas. Luego, Kidd & Gabriel compitieron en una serie de combates en Superstars contra Curt Hawkins & Tyler Reks, ganando todos los combates. El 29 de julio en SmackDown, Gabriel se enfrentó a Tensai en un combate de clasificación al Money in the Bank Ladder Match por un contrato por el Campeonato Mundial de Peso Pesado, pero fue derrotado. En el Pre-Show de Night of Champions, Gabriel participó de una Battle Royal Match por una oportunidad al Campeonato de los Estados Unidos, pero no logró ganar.
En el primer episodio de WWE Main Event el 3 de octubre, Kidd & Gabriel, extraoficialmente llamados International Airstrike, fueron derrotados por Santino Marella & Zack Ryder en los cuartos de final de un torneo para decidir los retadores a los Campeonatos en Parejas. El 22 de octubre en RAW logró derrotar al Campeón de los Estados Unidos Antonio Cesaro, por lo cual obtuvo una oportunidad por el título en el evento Hell in a Cell frente a Cesaro, pero no logró ganar. En Survivor Series formó equipo con Tyson Kidd, Rey Mysterio, Sin Cara y Brodus Clay derrotando a Tensai, The Prime Time Players (Darren Young & Titus O'Neil), Primo & Épico, logrando ser uno de los sobrevivientes del combate.
En enero de 2013 Kidd se lesionó, disolviéndose el equipo. El 17 de abril en Main Event ganó una Battle Royal para enfrentarse a Wade Barrett por el Campeonato Intercontinental esa misma noche, pero perdió ante Barrett. En Wrestlemania XXX participó en un Battle Royal en honor a André the Giant, pero no logró ganar siendo eliminado por Big E. El 3 de julio en NXT, perdió ante Sami Zayn, pero Kidd atacó a Zayn después de la lucha y luego él se le unió cambiando a heel. La semana siguiente en NXT, Gabriel y Kidd derrotaron a Zayn y Adrian Neville. El 7 de agosto, Gabriel y Kidd y participaron en un torneo para ser los retadores #1 al Campeonato por Parejas de NXT, pero fueron derrotados por Sami Zayn y Adam Rose en la primera ronda. En el Kick-Off de Survivor Series (2014) apareció como face y fue derrotado por Fandango. Al día siguiente volvió a enfrentarse a Fandango en Raw, perdiendo nuevamente. Su última aparición en la empresa fue el 15 de enero de 2015 en Main Event perdiendo ante Rusev por rendición.
A pesar de estar programado para aparecer en Royal Rumble, el 25 de enero se anunció que había pedido su salida de la empresa.

### Global Force Wrestling (2015)
El 6 de mayo de 2015 se confirmó que Lloyd había firmado para Global Force Wrestling, la promoción de Jeff Jarrett.

### Total Nonstop Action Wrestling / Circuito Independiente (2015-presente)
El 25 de enero de 2015 se anunció que Lloyd haría su primera aparición después de ser despedido de la WWE en la Pro Wrestling Syndicate(PWS) el día 31 de enero, retomando su antiguo nombre PJ Black. El 8 de marzo en EVOLVE 38 derrotó a Caleb Konley con un 450 Splash. El 26 de marzo desafió a Drew Galloway por el campeonato de EVOLVE reteniendo Galloway el campeonato. El 29 de mayo se enfrentó a AJ Styles en House Of Glory High Intensity por el IWGP Heavyweight Championship pero fue derrotado por Styles. Después de la lucha ambos se dieron un abrazo en señal de respeto.
El 27 de julio, PJ Black formó parte del equipo GFW, el mismo que invadió TNA. Ese mismo día, durante las grabaciones de Impact Wrestling derrotó a Bobby Lashley, Robbie E, Eric Young y Chris Mordetzky en un King Of The Mountain Match ganando el vacante Campeonato del Rey de la Montaña de TNA. Al día siguiente, lo perdió contra Bobby Roode.

### Lucha Underground(2016-2019)
Lloyd, en su personaje de PJ Black se inmiscuyo en un feudo con Jack Evans, perdiendo contra el en el episodio 5 de la segunda temporada. Tras la lucha, ambos fueron atacados por Drago, sumándose al feudo junto con Aerostar y atacándose en varios episodios. Black participó de la Aztec Warfare II, en donde eliminó a Drago, siendo después eliminado por Texano.
Dos semanas más tarde Dario Cueto obliga a Black a hacer equipo con Evans y Fenix para inscribirse en un torneo por el Campeonato de Tríos de LU. Pese a sus diferencias, logran vencer a los Disciples of Death (El Siniestro de la Muerte, Trece y Barrio Negro) pasando a la final y provocando que más tarde, El Siniestro asesine a sus compañeros a instancias de Catrina (Kayfabe)

### NWA (2018–2019)
Con un nuevo look de motorista que incluía una barba hollywoodense, un chaleco negro y un largo hasta el hombro, el  NWA Campeonato Mundial Peso Pesado de NWA Nick Aldis a un Sorteo de un límite de tiempo de cinco minutos en la grabación de TV del 29 de abril de 2018 Championship Wrestling from Hollywood, ganando así una oportunidad futura en el título de Aldis. Aldis había emitido un desafío abierto que ofrecía dar a cualquier competidor que durara cinco minutos en el ring con él una oportunidad de título futuro. Black luchó contra el campeón después de que derrotara fácilmente a dos competidores locales en una lucha individuales. Black estaba programado para enfrentarse a Nick Aldis para el Campeonato Peso Pesado de la NWA, la fecha y el lugar de celebración se fijaron, pero de acuerdo con Aldis en las diez libras de oro de la NWA, Black "se retiró". Luego de que Black comenzó a aparecer para Ring of Honor (ROH), el partido se reservó nuevamente. Ocurrió durante la grabación de la televisión de ROH el 12 de enero de 2019. En el evento, perdió la lucha ante Aldis.

### Ring of Honor (2018–2021)
Las negras debutan para Ring of Honor (ROH) en el torneo Survival of the Fittest (2018), Black derrotó a Luchasaurus en la lucha de clasificación. Sin embargo, perdió la última lucha en una lucha de seis hombres con caos, el ganador fue Marty Scurll. Black continuaría sufriendo una derrota ante Nick Aldis en una lucha por el Campeonato Peso Pesado de la NWA en las grabaciones de televisión del 12 de enero de 2019 ROH. Después de ser contactado por Impact Wrestling y WWE, firmaría un contrato de un año con Ring of Honor.  En ROH Honor Reigns Supreme 2019, Black fue derrotado por  Bandido. El 2 de febrero, Black reveló que había firmado un acuerdo exclusivo con ROH, indicando que su primera fecha oficial sería el 16 de marzo de 2019.

## Campeonatos y logros
- Florida Championship Wrestling

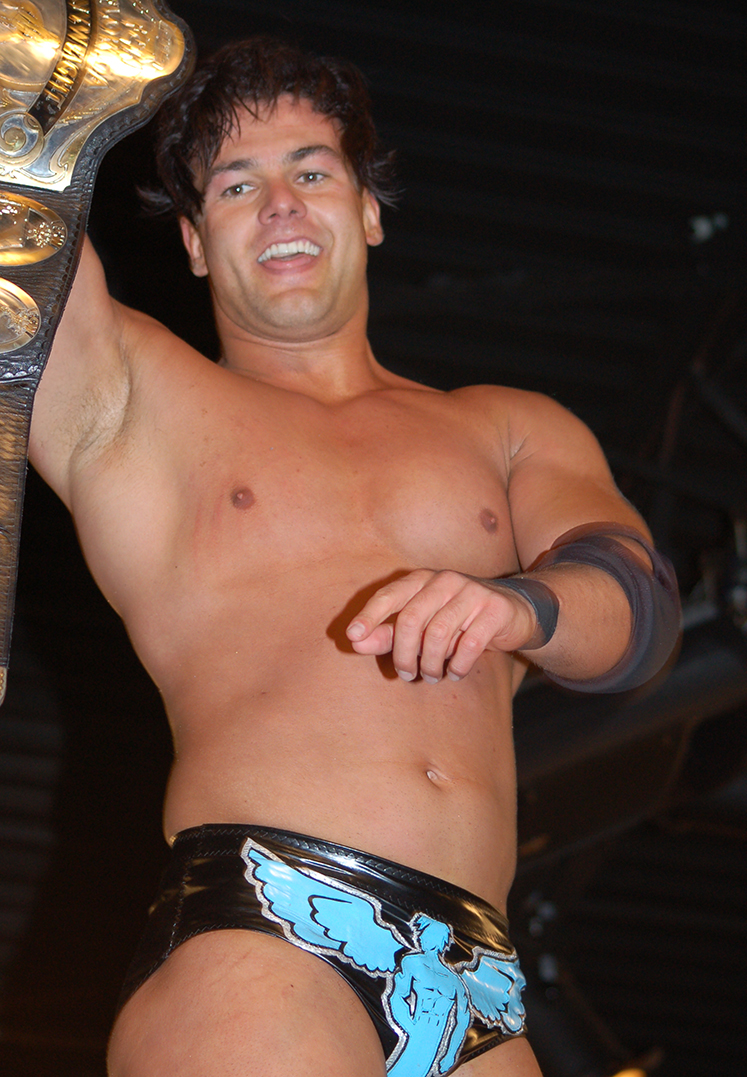
Gabriel como Campeón Peso Pesado de la FCW.

  - FCW Florida Heavyweight Championship (1 vez)[49]
  - FCW Florida Tag Team Championship (1 vez) – con Kris Logan[50]

- Global Force Wrestling/GFW
  - GFW NEX*GEN Championship (1 vez, inaugural)

- Lucha Underground
  - Lucha Underground Trios Championship (1 vez) – con Jack Evans y  Johnny Mundo

- Total Nonstop Action Wrestling
  - TNA King Of The Mountain Championship (1 vez)

- World Wrestling Professionals
  - WWP World Cruiserweight Championship (1 vez)[51]

- World Wrestling Entertainment / WWE
  - WWE Tag Team Championship (3 veces) - con Heath Slater
  - Slammy Awards (2 veces)
    - Shocker of the Year (2010) The debut of The Nexus[52]
    - Animal of the Year (2014) – as The Bunny

- Pro Wrestling Illustrated
  - Situado en el Nº141 en los PWI 500 de 2010[53]
  - Situado en el Nº61 en los PWI 500 de 2011[54]
  - Situado en el Nº99 en los PWI 500 de 2012[55]
  - Situado en el Nº84 en los PWI 500 de 2013